# Ulpia Marciana
Ulpia Marciana, Marciana (ur. między 15 a 30 sierpnia 48, zm. między 112 a 114) – córka prokonsula Marcusa Ulpiusa Traianusa i jego żony – Marcii, siostra cesarza Trajana. Matka Matidii, babka Vibii Sabiny – żony cesarza Hadriana.